# Echeveria viridissima
Echeveria viridissima là một loài thực vật có hoa trong họ Crassulaceae. Loài này được E.Walther miêu tả khoa học đầu tiên năm 1959.